# José Manuel González Santamaría
José Manuel González Santamaría (19 de septiembre de 1970) es un deportista español que compitió en atletismo adaptado. Ganó cuatro medallas en los Juegos Paralímpicos de Verano en los años 1992 y 1996.

## Palmarés internacional
| Juegos Paralímpicos | Juegos Paralímpicos      | Juegos Paralímpicos | Juegos Paralímpicos |
| Año                 | Lugar                    | Medalla             | Prueba              |
| ------------------- | ------------------------ | ------------------- | ------------------- |
| 1992                | Barcelona (España)       | Medalla de plata    | 4 × 100 m C5-8      |
| 1992                | Barcelona (España)       | Medalla de bronce   | 200 m C8            |
| 1992                | Barcelona (España)       | Medalla de bronce   | 400 m C8            |
| 1996                | Atlanta (Estados Unidos) | Medalla de bronce   | 400 m T37           |